# 马克特考夫超市
马克特考夫超市（德語：Die Marktkauf Holding GmbH）是一个德国连锁超市品牌，隶属于埃德卡超市集团。公司总部设在比勒费尔德。

## 历史
1971年成立，2006年销售额为56亿欧元，截止2006年8月共有约2万7千名员工。